# Karl Hugo Strunz
Karl Hugo Strunz est un minéralogiste allemand, né le 24 février 1910 à Weiden in der Oberpfalz et mort le 19 avril 2006 à Unterwössen. Il a développé la classification moderne des minéraux, dite classification de Strunz.

## Études et carrière
Après des études secondaires à l'Oberrealschule de Ratisbonne, Hugo Strunz entrepris des études scientifiques centrées sur la minéralogie à Munich en 1929 et obtient le titre de docteur de philosophie à l'université Louis-et-Maximilien de Munich en 1933. Deux années plus tard, il obtint le titre de docteur en sciences techniques à l'université technique de Munich.
En 1937, Strunz commença à travailler au musée minéralogique de l'université Frédéric-Guillaume de Berlin (à présent connue comme l'université Humboldt de Berlin) et devint l'assistant de Paul Ramdohr. Il obtint son habilitation en 1938.
De 1939 jusqu'à la fin de la Seconde Guerre mondiale, il enseigna la minéralogie et la pétrographie à l'université Frédéric-Guillaume. Il enseigna ensuite la minéralogie à l'université de philosophie et théologie de Ratisbonne. Il y fonda le Mineralogisch-Geologisches Institut, qui s'agrandit plus tard en laboratoire de recherche de minéralogie appliquée.
En 1951, Strunz obtint la chaire de minéralogie et pétrographie de l'université technique de Munich et y érigea en quelques années un laboratoire de minéralogie, dans lequel il travailla jusqu'à son éméritat en 1978. Pendant cette période, il publia plus de 200 articles.
Au cours de ses expéditions minéralogiques, Strunz visita la plupart des pays d'Europe et quelques pays d'Afrique, dont le Madagascar, la Namibie, le Zimbabwe et la Tanzanie.
Il fut un membre fondateur de l'association internationale de minéralogie (IMA) et, de 1958 à 1970, président de la Mineral Data Commission, dont il fut vice-président à partir de 1982. Après son éméritat, Strunz devint conservateur du musée minéralogique.

## Travaux
Karl Hugo Strunz développa une classification des minéraux basée sur leurs compositions chimiques et leurs structures cristallines, comportant neuf classes de minéraux (dix depuis 2001). Sa classification parut pour la première fois en 1941. Ces Tables minéralogiques sont réactualisées de façon permanente. Elles ont été traduites dans plusieurs langues et constituent un ouvrage de référence pour les minéralogistes.
Il découvrit 14 nouveaux minéraux, dont la laueite, l'hagendorfite, la chudobaïte, la fleischérite, la stranskiite, la liandradite et la petscheckite.

## Œuvres
L'œuvre la plus connue de Strunz est constituée par les Tables minéralogiques sur la classification des minéraux basée sur leurs compositions et structures, avec une introduction sur la cristallochimie, qui fut publiée pour la première fois en 1941. La 4e édition fut, en collaboration avec Christel Tennyson, complètement retravaillée et approfondie, réactualisée jusqu'à la 8e édition en 1982 et traduite en plusieurs langues. La 9e édition parut en 2001 en anglais sous le titre Mineralogical tables: chemical structural mineral classification system, par Hugo Strunz et Ernest H. Nickel.
Un autre ouvrage de référence, Lehrbuch der Mineralogie, fut entièrement retravaillé et réédité par Strunz en collaboration avec Ramdohr.
En 1932, Strunz publia une étude sur les relations structurelles entre phosphates (triphylite) et silicates (olivine) et sur les compositions chimiques de l'ardennite et de la narsarsukite (Über strukturelle Beziehungen zwischen Phosphaten (Triphylin) und Silikaten (Olivin) und über die chemische Zusammensetzung von Ardennit und Narsarsukit). Elle fut suivie par une description des relations des silicates avec les phosphates et arsénates (Über die Verwandtschaft der Silikate mit den Phosphaten und Arsenaten, 1936) et une étude sur la composition chimique et la structure de la rhodizite et de la jéréméjévite (Chemische Zusammensetzung und Struktur von Rhodizit und Jeremejewit, 1939)).
En 1947, Strunz publia une table géologique de l'Europe centrale (Geologische Übersichtstafel für Mitteleuropa (u.a.)), qu'il retravailla en 1948. La même année, il écrivit une introduction pédagogique à l'étude des cristaux (Struktur und Gestalt).
La description d'une mine suivit en 1953 avec Mineralien und Lagerstätten in Ostbayern.
En 1970, Strunz rédigea le mémoire Von der Bergakademie zur Technischen Universität Berlin et, cinq ans plus tard, Zur Mineralogie und Geologie der Oberpfalz (« Sur la minéralogie et la géologie du Haut-Palatinat »).

## Honneurs
En 1985, Hugo Strunz obtint la croix d'officier de l'Ordre du Mérite de la République fédérale d'Allemagne.
Il était membre d'honneur de plus de vingt associations scientifiques nationales et internationales, comme la Deutsche Mineralogische Gesellschaft, la Mineralogical Society of America, la Mineralogical Society of England ou la Gemmological Society of Japan. Depuis 1995 il était également membre d'honneur de la Münchener Mineralienfreunde e. V..
De plus, Strunz était un des sénateurs de la Leopoldina, à laquelle il était adhérent depuis 1968. Il reçut la médaille Bořicky de l'université Charles de Prague.
Les minéraux strunzite et ferrostrunzite portent son nom.